# Dennis P. Hupchick
Dennis P. Hupchick est professeur associé à l'université de Wilkes, située à Wilkes-Barre en Pennsylvanie. Il dirige la section Europe de l'Est et Russie.
Il est l'auteur de nombreux ouvrages sur l'histoire de la Bulgarie et plus généralement l'Europe de l'Est et les Balkans.

## Œuvres
- (en) The Balkans : From Constantinople to Communism, Palgrave Macmillan, coll. « History », 21 février 2004, 512 p., broché (ISBN 978-1-4039-6417-5)
- (en) Conflict and Chaos in Eastern Europe. 1er janvier 1995
- (en) The Palgrave Concise Historical Atlas of Eastern Europe avec Harold E. Cox. 22 septembre 2001